# اعلان خدمات عمومی
اعلان خدمات عمومی (انگلیسی: Public service announcement) یا آگهی خدمات عمومی پیامی است در راستای منافع عمومی که بدون هزینه است و با هدف تغییر نگرش‌های عمومی و رفتاری نسبت به یک مسئله اجتماعی پخش می‌شود. در انگلستان به این اعلان‌ها، فیلم‌های اطلاعات عمومی و در هنگ کنگ اطلاعیه منافع عمومی گفته می‌شود. 